# Cycos
Die cycos AG ist ein mittelständisches Unternehmen im Bereich Softwareentwicklung und erbringt auftragsbezogene Entwicklungsdienstleistungen in verschiedensten Bereichen.

## Geschichte
1984 wurde die „Pfleiderer und Partner Ing. GmbH“ gegründet. 1991 nannte sie sich in „PP-Com Telecommunications + Networking GmbH“ um. 1998 bekam sie mit dem Byte Award ’98 eine Auszeichnung für den Unified Messaging-Server „mrs“. 1999 wurde das Unternehmen in die „CYCOS Aktiengesellschaft“ umgewandelt. Ein Jahr später übernahm cycos die „Dolphin Communication Technologies GmbH“ und die „Maier Bürokommunikationssysteme GmbH“, ebenfalls 2000 ging die cycos an die Börse. 2003 wurde das Unternehmen durch die Siemens AG als Mehrheitsaktionär übernommen.
2006 erhielt cycos mrs den Frost & Sullivan Award for Product Differentiation Innovation im Unified Messaging und Communications-Markt; ebenfalls 2006 präsentierte cycos auf der CeBIT einen Prototyp der weltweit ersten Communications Suite für Microsoft Dynamics CRM 3.0.
Im Jahr 2008 brachte cycos das Produkt mrs Vanguard heraus, die zu diesem Zeitpunkt umfassendste Software Suite für Unified Communications auf dem Markt. Laut einer Studie des auf die IT- und Telekommunikationsbranche spezialisierten Marktforschungsunternehmens MZA war die cycos AG zu diesem Zeitpunkt Marktführer in Westeuropa bei Unified Messaging-Lösungen (Studie: The Western European UC Applications Market Competitive Environment - 2008 Edition).
Ende des Jahres 2009 hat die cycos AG den Vertrieb an die damalige Konzernmutter Siemens Enterprise GmbH & Co. KG (heute Unify GmbH & Co. KG) abgegeben. Zwei Jahre danach wurde die Ausphasung des Produktes „mrs“ eingeleitet, um sich zukünftig als Dienstleistungsunternehmen aufzustellen. Im selben Jahr wurde die cycos AG zum Center of Competence für die heutige Unify GmbH & Co. KG ernannt und fokussiert sich seither hauptsächlich auf Dienstleistungen für den Unify-Konzern. Mit Beschluss der Hauptversammlung vom 13. Mai 2011 firmierte das Unternehmen in die „cycos AG“ um. Das hauseigene Produkt „mrs“ erreichte im Oktober 2012 den End of Life und im Oktober 2014 den End of Service. Im Januar 2015 endete die Börsenzulassung des Unternehmens auf eigenen Antrag.
Im Frühling 2016 kaufte die Atos S.E. den Unify-Konzern auf. Dadurch ist die cycos AG Bestandteil des Atos-Konzerns geworden. 2023 wurde der Atos-Konzern in zwei Bereiche unterteilt: Atos und Eviden. Die cycos AG wurde dem Bereich Eviden zugeordnet.

## Ehemaliges Produkt
Bevor sich die cycos AG von einem Produktentwickler zu einem Dienstleistungsunternehmen umstrukturiert hat, war das Kernprodukt die Unified Communications-Software Suite mrs Vanguard (mrs = multimedia routing software). Diese Suite vereinfacht Kommunikationswege und ermöglicht webbasiertes mobiles Nachrichtenmanagement.